# 후쿠하라 카오리
후쿠하라 카오리(일본어: 福原 香織, 1986년 8월 11일~) 또는 후쿠하라 가오리는 일본 지바현 출신의 성우이다. 에이벡스. 플래닝＆개발(エイベックス・プランニング＆デベロップメント) 소속이다.

## 프로필
- 취미 - 댄스(HIP-HOP·TAP), 청소, 쇼핑
- 좋아하는 음식 - 매운것, 아이스크림
- 싫은 음식 - 물, 차류, 야채, 과일
- 좋아하는 아티스트 - 시마타니 히토미, 아이우치 리나, TRF, B'z
- 좋아하는 말 - 욕심, 노력
- 좋아하는 색 - 검정, 흰색, 빨간색, 파란색, 초록색
- 존경하는 사람 - 가족

## 출연 작품

### TV 애니메이션
- 격부술사 요역문(키미도리)
- 러키☆스타(히이라기 츠카사)
  - 오프닝 테마 못테케! 세라후쿠
  - 캐릭터송 Vol.003 히이라기 츠카사
- 사키(아마에 코로모)
- 요츠노하(미나미 나나미)
- 애니멀 요코쵸(쿠우)
- 요시나가씨댁의 가고일(린)
- 우에키의 법칙(프팅)
- 파이트 일발! 충전쨩!!(플러그 크라이오스탓트)
- 판도라 하츠(에이다 베델리우스)
- 하늘의 유실물(아스트레아)
  - 엔딩 테마
  - 제1기 요역문
  - 제3기 소라미미요역문」
  - 제4기 Always there for you담당
- A 채널(룬)

2012년
- 여기저기(하루노 히메)

### 라디오
- 러키☆채널-료오학원 방과후의 책상- - 콘노 히로미, 시라이시 미노루, 카토 에미리와 공동진행.(라디오 칸사이/인터넷 라디오, 2007년 9월~12월)
- 파이트 일발! 충전쨩!! 천재・플러그의 기운이 나는 라디오!! - 카네다 토모코와 공동진행.(인터넷 라디오, 2009년 10월 16일~)